# Comtat de Calaveras
El Comtat de Calaveras és un comtat de l'estat de Califòrnia, Estats Units. Segons el cens del 2020, té 45.292 habitants per una superfície de 2.685 km². La seva seu és San Andreas.

## Història
El comtat de Calaveras és un dels comtats originals de Califòrnia, establert el 1850. Parts del seu territori van ser cedits posteriorment al comtat d’Amador (1854) i al comtat d’Alpine el 1864.
La paraula "calaveras" significa "cranis". El comtat pren el nom del riu Calaveras, que va ser anomenat així per l'explorador espanyol Gabriel Moraga quan va trobar a les seves ribes nombrosos cranis d'indígenes americans que havien mort per fam o per conflictes tribals relacionats amb la caça o la pesca.

## Ciutats i pobles
Comtat de Calaveras, segons el cens de 2010, 15 CDP (llocs designats per cens). També té una sola localitat constituïda com a municipi, és a dir amb un alcalde i un govern local independents de la comarca. Es tracta de la població d’Àngels Camp, que compta sobretot amb els seus propis cossos policials i de bombers.
| Nom         | Població (2010) | Àrea (km²) | Densitat (2010) | Incorporació | Foc | Policia | Notes |
| ----------- | --------------- | ---------- | --------------- | ------------ | --- | ------- | ----- |
| Angels Camp | 3 836           | 9,42       | 407,1           | 1912         | sí  | sí      |       |

Llocs designats pel cens
Els CDP són perímetres d'ús estadístic establerts pel cens.
| Nom              | Població (2010) | Àrea (km²) | Densitat (2010) | Notes           |
| ---------------- | --------------- | ---------- | --------------- | --------------- |
| Arnold           | 3 843           | 38,44      | 100,0           |                 |
| Avery            | 646             | 11,65      | 55,5            |                 |
| Copperopolis     | 3 671           | 55,48      | 66,2            |                 |
| Dorrington       | 609             | 9,48       | 64,3            |                 |
| Forest Meadows   | 1 249           | 14,65      | 85,2            |                 |
| Mokelumne Hill   | 646             | 7,97       | 81,0            |                 |
| Mountain Ranch   | 1 628           | 106,77     | 15,2            |                 |
| Murphys          | 2 213           | 26,72      | 82,8            |                 |
| Rail Road Flat   | 475             | 85,85      | 5,5             |                 |
| Rancho Calaveras | 5 325           | 21,77      | 244,6           |                 |
| San Andreas      | 2 783           | 21,72      | 128,1           | Seu del comtat. |
| Vallecito        | 442             | 22,19      | 19,9            |                 |
| Valley Springs   | 3 553           | 25,58      | 138,9           |                 |
| Wallace          | 403             | 11,42      | 35,3            |                 |
| West Point       | 674             | 9,63       | 70,0            |                 |

## Demografia
| 1850  | 1860  | 1870 | 1880 | 1890 | 1900  | 1910 | 1920 | 1930 | 1940 | 1950 | 1960  | 1970  | 1980  | 1990  | 2000  | 2010  | 2020  |
| ----- | ----- | ---- | ---- | ---- | ----- | ---- | ---- | ---- | ---- | ---- | ----- | ----- | ----- | ----- | ----- | ----- | ----- |
| 16884 | 16299 | 8895 | 9094 | 8882 | 11200 | 9171 | 6183 | 6008 | 8221 | 9902 | 10289 | 13585 | 20710 | 31998 | 40554 | 45578 | 45292 |